# 2,2,2-Trifluoroetanolo
Il 2,2,2-Trifluoroetanolo è un composto organico con formula bruta CF3CH2OH. È anche noto col nome TFE o alcol trifluoroetilico, questo liquido incolore e miscibile in acqua ha un odore simile all'etanolo. A causa dell'elettronegatività dovuta ai tre atomi di fluoro, questo alcol mostra un comportamento acido maggiore rispetto all'etanolo semplice. Inoltre TFE forma complessi stabili con eterocicli, quali THF o piridina attraverso la nascita di legami ad idrogeno

## Sintesi
Il trifluoroetanolo è prodotto industrialmente tramite idrogenazione o riduzione ibrida dei derivati dell'acido trifluoroacetico, quali ad esempio esteri o acido cloridrico.
Il TFE può anche essere preparato mediante idrogenolisi dei composti con formula bruta generica CF3−CHOH−OR (dove R è un idrogeno o un gruppo alchilico contenente fino a otto atomi di carbonio), in presenza di palladio come catalizzatore depositato su del carbone attivato. A coadiuvare questa conversione vengono usate ammine terziarie alifatiche come, ad esempio, la trietilammina.

## Usi
Il trifluoroetanolo è usato come solvente in chimica organica. Infatti l'ossidazione di composti solforici tramite l'uso di perossido di idrogeno è condotta in TFE.
Talvolta è anche usato come denaturante per proteine.
In biologia il TFE viene adoperato come co-solvente in studi sull'organizzazione strutturale tridimensionale delle proteine, condotti mediante spettroscopia NMR: questo solvente può, infatti, riuscire a solubilizzare indifferentemente sia peptidi, sia proteine.  In base alla sua concentrazione, il TFE può danneggiare più o meno grandemente la struttura tridimensionale proteica.
In ambito industriale il trifluoroetanolo può essere impiegato come solvente per il nylon, così come anche in alcune applicazioni in ambito farmaceutico. 
Il trifuloroetanolo è un precursore chiave per l'anestetico ad inalazione isoflurano, presente nell'elenco dei medicinali essenziali redatto dal World Health Organization.

## Reazioni
L'ossidazione del trifluoroetanolo può portare indifferentemente alla sintesi di trifluoroacetaldeide o acido trifluoroacetico. Può anche essere adoperato come fonte di gruppi trifluorometilici, utili per varie reazioni chimiche (ad esempio come le modificazioni Still-Gennari in reazioni HWE).
Il 2,2,2-trifluoro-1-vinilossietano, un medicinale per inalazione introdotto sul mercato col nome commerciale di Fluoromar, prevede una struttura di trifluoroetanolo a cui è stato addizionato un viniletere. Questa specie chimica è stata condotta con l'interazione del trifluoroetanolo e acetilene.

## Sicurezza
Il trifluoroetanolo è classificato come tossico per il sangue, il sistema riproduttore, la vescica, il cervello, il tratto respiratorio superiore e gli occhi. Delle ricerche hanno dimostrato la sua attività tossicologica nei testicoli di ratto e cane.